# Jovianus
Flavius Iovianus (331 Singidunum – 17. února 364 Dadastana, Malá Asie), česky Jovián, byl římským císařem a nástupcem Juliana. Vládl pouze osm měsíců v zimě 363 až 364. Jovianus vyznával křesťanství, a upustil proto od protikřesťanské politiky svého předchůdce. V roce 363 uzavřením míru ukončil válku se sásánovskou Persií.

## Před nástupem na trůn
V křesťanské víře vychovaný Jovianus se narodil v roce 331 v Singidunu (dnešní Bělehrad). Již brzy se dostal do kontaktu s armádou, poněvadž jeho otec Varronianus zastával vysokou vojenskou hodnost comes domesticorum (byl tedy velitelem útvaru, z něhož se rekrutovali elitní římští důstojníci). Jovianus se proto celkem přirozeně rozhodl pro vojenskou kariéru a později sloužil v téže jednotce jako jeho otec.
Za císařů Constantia II. a Juliana Apostaty postupoval rychle v hodnostech. Nejprve sloužil jako protector domesticus, to znamená, že působil jako člen zvláštního oddílu, který měl podobně jako pretoriánská garda před rokem 312 za úkol zajišťovat císařovu bezpečnost. V roce 363 se v době Julianovy vlády stal dokonce velitelem této jednotky, což je poměrně pozoruhodné vzhledem k tomu, že Julianus dával v armádě i ve státní správě přednost pohanům.
Během tažení na východ přišel Julianus 26. června 363 během boje proti Peršanům o život. Ještě v tentýž den se sbor nejvyšších důstojníků vojska rozhodl prohlásit Joviana císařem navzdory jeho nepříliš významnému postavení, a to až poté, co úřadující praefectus praetorio Saturnius Salutius kvůli svému vysokému věku a chabému zdraví odmítl. Pro Joviana hovořila především výtečná pověst jeho otce.
Theodoretos o Jovianovi referuje (zřejmě za značného přehánění) jako o znamenitém, váženém a v mnoha ohledech vynikajícím muži, vysoké a statné postavy a velkomyslných názorů. V boji měl prý svojí odvahou vynikat nad ostatními. Ammianus Marcellinus, který byl oproti Theodoretovi Jovianovým současníkem, se však o něm vyjadřuje zdrženlivěji.

## Vláda
Sebelepší osobní vlastnosti císaře ale nemohly římskému vojsku nijak pomoci v tak složité situaci, v jaké se v Persii nacházelo. Už tak tísnivé postavení Římanů se ještě zhoršilo, když perský král Šápúr II. vydal rozkaz zesílit intenzitu útoků na ustupující legie. Pokud chtěl Jovianus zabránit úplnému rozkladu vojska, musel s Peršany začít vyjednávat. Výsledkem byla mírová dohoda uzavřená v červenci 363. V ní se Římané zavazovali neprodleně se stáhnout, vydat značně veliké území v římské Mezopotámii, včetně mocných pohraničních pevností Singary, Nisibis a Bezabde. Nicméně jejich obyvatelé směli odejít na římské teritorium. Tím byl podlomen dosavadní římský vliv v Arménii, jež tak upadla do závislosti na Persii. Dosavadní rovnováha sil na východní hranici byla dramaticky zvrácena ve prospěch Sásánovců.
Obzvláště ztráta silně opevněné Nisibidy, kterou pro Římany dobyl před více než 60 lety císař Galerius, vyvolala všeobecnou kritiku. Amminus Marcellinus ve svém díle popisuje, jak obyvatelé města prosili císaře, aby směli s Peršany bojovat na vlastní pěst. To ale Jovianus odmítl. Nisibis zůstala až do dob císaře Maurikia, který ji znovu získal pro Římany, pevně v rukou Peršanů. Město později opakovaně sloužilo jako nástupní prostor pro ničivé perské ofenzívy proti římským provinciím v Orientu.

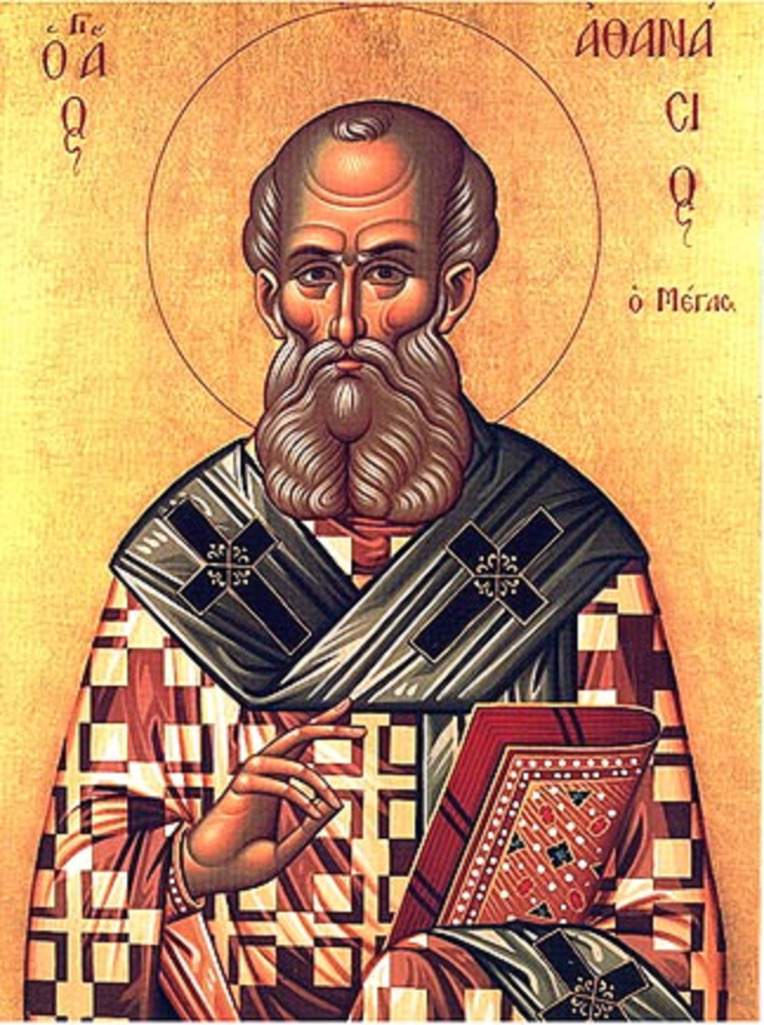
Alexandrijský biskup Athanasius, jenž byl různými císaři (včetně Juliana) poslán celkem pětkrát do vyhnanství, byl Jovianem omilostněn.

V Antiochii, jejíž obyvatelstvo císaři v žertu děkovalo, že je rovněž neodstoupil Peršanům, se Jovianus začal zabývat vnitropolitickými otázkami. První záležitostí, jež byl nucen řešit, byl narušený vztah státu vůči Julianem potlačovanému křesťanství. Dal zrušit většinu zavedených opatření proti křesťanům, avšak současně přiznal náboženskou svobodu pohanským kultům. Pouze čarodějnictví a věštění bylo zakázáno. Julianem navrácené majetky chrámů byly přesto státem zkonfiskovány.
V zimě se Jovianus vydal dále na západ. Během jeho cesty jej dostihla zpráva, že v Durocortoru (dnešní Remeš) se proti němu vzbouřila skupina vysokých důstojníků. Leč galské vojsko povstání rozdrtilo a uznalo Joviana za svého nového císaře. V Ankyře pak převzal společně se svým malým synkem úřad konzula pro následující rok.
Nicméně dříve než vůbec se svým doprovodem dorazil do Konstantinopole, Jovianus 17. února 364 ve vesnici jménem Dadastana zemřel. Byl nalezen mrtvý v posteli, ovšem nenašly se jakékoliv důkazy o tom, že by se jednalo o násilnou smrt. Z mnoha teorií, které se zaobíraly příčinami jeho smrti, se zdá být nejpravděpodobnější ta, která poukazuje na otravu oxidem uhelnatým způsobenou špatným odvodem kouře z místnosti, kde přespával.
Jovianovy ostatky byly pohřbeny v císařském mauzoleu v Konstantinopoli. Jeho nástupcem se stal do té doby celkem bezvýznamný důstojník císařské gardy, Flavius Valentinianus. O dalších osudech Jovianova syna se bohužel nedochovaly žádné informace.

## Hodnocení
Jovianem sjednaný mír s Peršany byl jak současníky, tak také moderními historiky často kritizován. V pozdějších pramenech je však tato dohoda hodnocena celkem vyváženě. Vojenská nezbytnost uzavření míru byla ovšem současníky zpochybňována. Nové výzkumy poukazují na fakt, že Jovianus ve skutečnosti neměl jiné volby, pokud nechtěl riskovat likvidaci celé římské armády na východě. Tento názor stále ještě naráží na ojedinělý odpor, především ze strany „obhájců“ Juliana, přičemž ale přehlíží, že smlouva umožnila vojsku vrátit se bezpečně na římské území, a navíc přinejmenším dočasně uklidnila napjaté vztahy mezi oběma říšemi.
Celkově je Jovianus v dochovaných pramenech přesto líčen víceméně negativně. Často je obdařován přízviskem „Zimní císař“ (srovnejte se „Zimním králem“ – Fridrich Falcký). Dobové svědectví Ammiana Marcellina líčí Joviana ve velmi negativních barvách. Naproti tomu jeho předchůdce Julianus je Ammianem znázorňován jako vzor ideálního císaře, což zajisté dokazuje Ammianovu předpojatost v této věci. O císařově malém synovi se dokonce prameny nezmiňují vůbec. Někteří jiní historikové naproti tomu zdůrazňují Jovianovu politiku mírové koexistence Římanů a Peršanů.
Theodoretos nalezl ve svých Církevních dějinách pro Joviana pouze samá pochvalná slova, neboť ukončil pronásledování křesťanů nastolené jeho předchůdcem a znovu dosadil do svých úřadů všechny Julianem vypovězené biskupy. Tento pozitivní obraz Joviana se nápadně liší od Theodoretova veskrze negativního hodnocení Julianovy vlády, během níž byla církev vystavena značnému tlaku, z čehož pramení celkem oprávněné pochyby o Theodoretově objektivitě.